# Строитель (футбольный клуб, Припять)

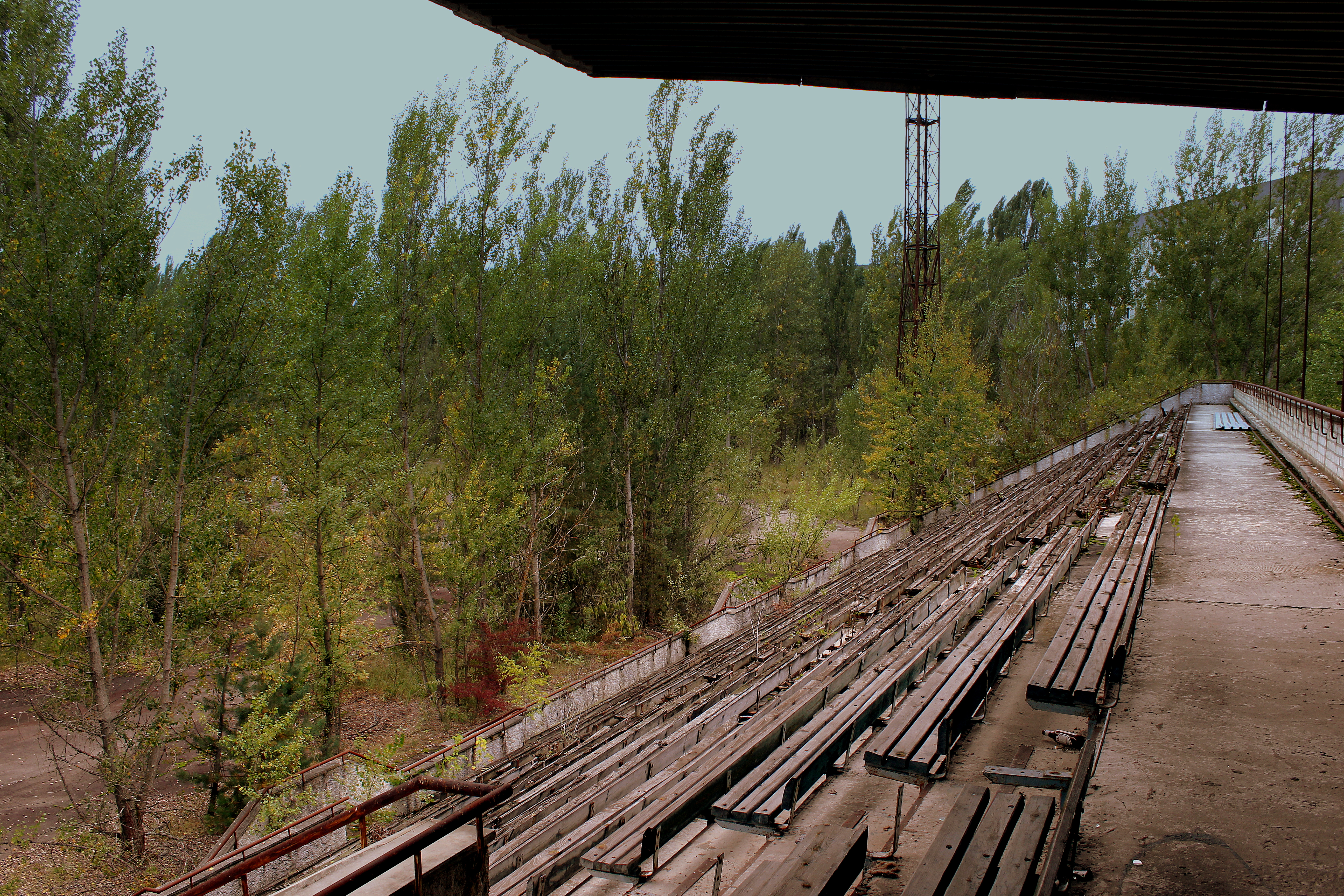
Руины стадиона "Авангард" в Припяти, 2013 год

«Строитель» (укр. Будівельник) — советский футбольный клуб из города Припять Киевской области, основанный в 1970 году. Выступал в Чемпионате УССР среди КФК. Расформирован в 1988 году.
Трехкратный победитель первенства Киевской области (в 1981, 1982, 1983 годах).

## История
Команда в Припяти была основана в 1970-х годах под названием «Энергия», поначалу ее костяк почти полностью состоял из игроков из соседнего села Чистогаловка, где находилась одна из лучших команд района и области.
Инициатором создания коллектива стал чиновник Василий Кизима, занимавшийся развитием городской инфраструктуры и контролировавший работу ЧАЭС.
В 1978 году «Энергия» заявилась в Чемпионат области, а в 1981 году получила статус КФК и сменила название на «Строитель».
В 1979 году команда в финальном матче за Кубок Киевской области уступила фастовскому «Рефрижератору».
В 1981 году главным тренером клуба был назначен Валерий Анюхин, до этого работавший с командой завода прессов в Днепропетровске.

Позже специалист[кто?] вспоминал: 
«В области с 1981 по 1983 год мы были первыми, а вот в первенстве Украины не могли ничего завоевать. Тогда Василий Трофимович [Кизима] поставил задачу: участвовать в первенстве Украины и обязательно добиваться каких-нибудь результатов.
Местных [игроков в команде] хватало. Зубко Вася, Валик Литвин с братьями, Колыба Василий, Гена Круковец, Сережа Тараненко. Хотя, в целом, людей в команде не хватало. Нужно было создать коллектив из 15-18 равноценных игроков. В первые годы выступления занимали 6-7 места. Картина была неудовлетворительной. Поэтому, и первое требование начальника управления строительства было, чтобы люди, играющие за команду, непременно находились в городе.
Для хорошей базы первоначально должна быть основа, на которую можно было бы равняться. Пригласили несколько человек из Киева и Днепропетровска. Приехали Алексеев, Сергей Бондаренко, Сергей Слюсар, Сергей Безотосный. Команда начала формироваться. Уже после того, как собрали добротный костяк, начали обращать внимание на молодежь. У нас была отличная детско-юношеская спортивная школа. Даже после взрыва на ЧАЭС, когда все разошлись кто куда, несколько человек из стен этой школы заиграли на хорошем всесоюзном уровне — во второй лиге.
В то время создавалась очень добротная база: строили дополнительные тренировочные поля, ребята приходили все местные, мы даже привлекали тех, кто уже учился в 10-11 классе! Они с удовольствием подключались к тренировкам и ездили вместе с нами на соревнования. Если бы все это осталось, задел бы у нас был просто замечательный — все местные и никого приезжих.»
В основном игроками команды являлись специалисты, трудившиеся на ЧАЭС.
В 1985 году «Строитель» был в шаге от выхода во Вторую лигу СССР, однако на 4 очка уступил ахтырскому «Нефтянику».
Припятчане с 35 мячами стали самой забивающей командой своей группы и закончили выступления с лучшей разницей голов третьей зоны.
В матче с «Локомотивом» из Знаменки «Строитель» установил рекорд первенства, забив в ворота противника 13 безответных голов.
В 1986 году, в результате аварии на Чернобыльской АЭС, «Строитель» подал прошение о снятии с соревнований, многие игроки команды активно помогали в ликвидации последствий катастрофы.
Из-за воздействия радиации у капитана «Строителя» Валентина Литвина развился рак легких.
В 1987 году клуб перебазировался в город Славутич, вновь построенный специально для работников ЧАЭС, однако практически сразу после этого был расформирован.
В 2016 году, к 30-летию со дня трагедии в Чернобыле, состоялся матч между ветеранскими командами «Строителя» и «Машиностроителя» из Бородянки, в 1986 году сорванный из-за взрыва на АЭС.

## Результаты в первенстве КФК Украинской ССР
| Сезон | Место                                    | И                                        | В                                        | Н                                        | П                                        | Мячи                                     | О                                        | Примечания |
| ----- | ---------------------------------------- | ---------------------------------------- | ---------------------------------------- | ---------------------------------------- | ---------------------------------------- | ---------------------------------------- | ---------------------------------------- | ---------- |
| 1981  | 5 из 11                                  | 20                                       | 9                                        | 7                                        | 4                                        | 21-16                                    | 25                                       | зона 3     |
| 1982  | 8 из 8                                   | 14                                       | 2                                        | 4                                        | 8                                        | 6-17                                     | 8                                        | зона 3     |
| 1983  | 6 из 8                                   | 14                                       | 5                                        | 3                                        | 6                                        | 15-16                                    | 13                                       | зона 3     |
| 1984  | 6 из 8                                   | 14                                       | 3                                        | 4                                        | 7                                        | 16-23                                    | 10                                       | зона 3     |
| 1985  | 2 из 8                                   | 14                                       | 8                                        | 4                                        | 2                                        | 35-11                                    | 20                                       | зона 3     |
| 1986  | снятие из-за аварии на Чернобыльской АЭС | снятие из-за аварии на Чернобыльской АЭС | снятие из-за аварии на Чернобыльской АЭС | снятие из-за аварии на Чернобыльской АЭС | снятие из-за аварии на Чернобыльской АЭС | снятие из-за аварии на Чернобыльской АЭС | снятие из-за аварии на Чернобыльской АЭС | зона 3     |
| 1987  | 3 из 9                                   | 16                                       | 9                                        | 3                                        | 4                                        | 31-20                                    | 21                                       | зона 4     |
| 1988  | 8 из 12                                  | 22                                       | 7                                        | 4                                        | 11                                       | 28-36                                    | 18                                       | зона 3     |

## Стадион
Домашней ареной «Строителя» планировали сделать стадион «Авангард» общей вместимостью в 5 000 зрителей. Торжественное открытие поля было назначено на 1 мая 1986 года, однако авария произошла за пять дней до этого. Ныне на территории стадиона находится лес, конструкции разрушаются.

## Форма
В 2019 году группа дизайнеров-энтузиастов из США создала для «Строителя» комплект современной концептуальной формы, в который, в частности, входит противогаз.